# روشه
روشه (به لاتین: Ruše)  در اسلوونی با جمعیت ۴٬۴۵۷ نفر است که در lower styria واقع شده‌است.